# Saltangará
Saltangará (IPA: [ˈsaltaŋgaɹɔa], danska: Saltangerå) är en tätort på Färöarna, belägen på Eysturoy i Runavíks kommun. Byn är en del av en tio kilometer lång kedja med byar längs med Skálafjørður, som sträcker sig från Toftir till Glyvrar. Saltangará ligger i direkt anslutning till kommunens centralort Runavík och grundades som Heiðarnar 1846. Vid folkräkningen 2015 hade Saltangará 981 invånare. Namnet Saltangará kommer från de fornnordiska, salt, angar (fjord, bukt), och á (flod, älv).

## Befolkningsutveckling
| Befolkningsutvecklingen i Saltangará 1985–2015 | Befolkningsutvecklingen i Saltangará 1985–2015 | Befolkningsutvecklingen i Saltangará 1985–2015 | Befolkningsutvecklingen i Saltangará 1985–2015 | Befolkningsutvecklingen i Saltangará 1985–2015 |
| ---------------------------------------------- | ---------------------------------------------- | ---------------------------------------------- | ---------------------------------------------- | ---------------------------------------------- |
|                                                |                                                |                                                |                                                |                                                |
| År                                             |                                                |                                                | Folkmängd                                      |                                                |
| 1985                                           | 1985                                           |                                                | 703                                            |                                                |
| 1990                                           | 1990                                           |                                                | 745                                            |                                                |
| 1995                                           | 1995                                           |                                                | 678                                            |                                                |
| 2000                                           | 2000                                           |                                                | 730                                            |                                                |
| 2005                                           | 2005                                           |                                                | 821                                            |                                                |
| 2010                                           | 2010                                           |                                                | 960                                            |                                                |
| 2015                                           | 2015                                           |                                                | 981                                            |                                                |
|                                                |                                                |                                                |                                                |                                                |

## Personligheter
- Jens Martin Knudsen, fotbollsspelare.
- Kári P Højgaard, politiker.